# Azofarbmittel
Als Azofarbmittel bezeichnet man Farbmittel, die mindestens eine Azogruppe enthalten. Historisch gesehen sind sie die ältesten synthetischen organischen Farbmittel. Es gibt sowohl
- im Anwendungsmedium unlösliche Azopigmente, als auch
- im Anwendungsmedium lösliche Azofarbstoffe.

Azofarbmittel stellen sowohl in der Gruppe der Pigmente, als auch in der Gruppe der Farbstoffe die zahlenmäßig größte Gruppe dar.
Der älteste Farbstoff ist Anilingelb (C.I. Solvent Yellow 1), das älteste Pigment Pararot (C.I. Pigment Red 1).

## Herstellung
Die Herstellung erfolgt in zwei Schritten: Diazotierung und Kupplung. Je nach Eigenschaften der resultierenden Substanz wird diese der Gruppe der Azofarbstoffe oder der der Azopigmente zugeteilt. Da diese Trennung auf das Anwendungsmedium bezogen ist, kann ein bestimmter Stoff sowohl Pigment als auch Farbstoff sein. Durch Verlackung, also durch Salzbildung aus gelöstem Farbstoff und Metallionen können aus Azofarbstoffen Azopigmente hergestellt werden.

## Eigenschaften und Verwendung
So vielfältig die Vertreter der Azofarbmittel sind, so vielseitig sind ihre Eigenschaften und ihre Einsatzgebiete.
Mit Azofarbmitteln sind nahezu alle Farbtöne darstellbar, allerdings ist dies nicht in allen Fällen sinnvoll. So ist es beispielsweise bei Grün- und Blaupigmenten heute nicht mehr üblich, Azopigmente zu verwenden. Diese wurden durch Kupferphthalocyaninpigmente abgelöst, die sowohl kosteneffizienter sind, als auch höhere Beständigkeiten aufweisen.
Das Einsatzgebiet von Azofarbstoffen reicht von der Färbung von Textilien, Fetten und Ölen, über Lebensmittelfarbstoffe (ausgewählte Substanzen), Ledereinfärbung bis hin zu Säure-Base- oder Redox-Indikatoren. Nimmt man die Azopigmente hinzu, so erweitert sich das Anwendungsspektrum auf billige Druckfarben über Kunststoffe und Dispersionsfarben bis hin zu hochwertigen Lacken. Vertreter der Benzimidazolonpigmente (eine Untergruppe der Azopigmente), z. B. C.I. Pigment Yellow 154 oder C.I. Pigment Orange 36, können sogar das für Fassadenfarben und Automobillacke notwendige Echtheitsniveau erreichen. Dennoch fand gerade bei sehr hochwertigen Produkten in den letzten Jahrzehnten eine Ablösung von Azopigmenten durch noch stabilere polycyclische Pigmente wie Chinacridone statt.
Generell stehen Azofarbmittel, die eine freisetzbare kanzerogene Arylaminkomponente enthalten, derzeit unter Verdacht, ein krebserzeugendes Potential zu haben.